# Filialkirche Buchholz

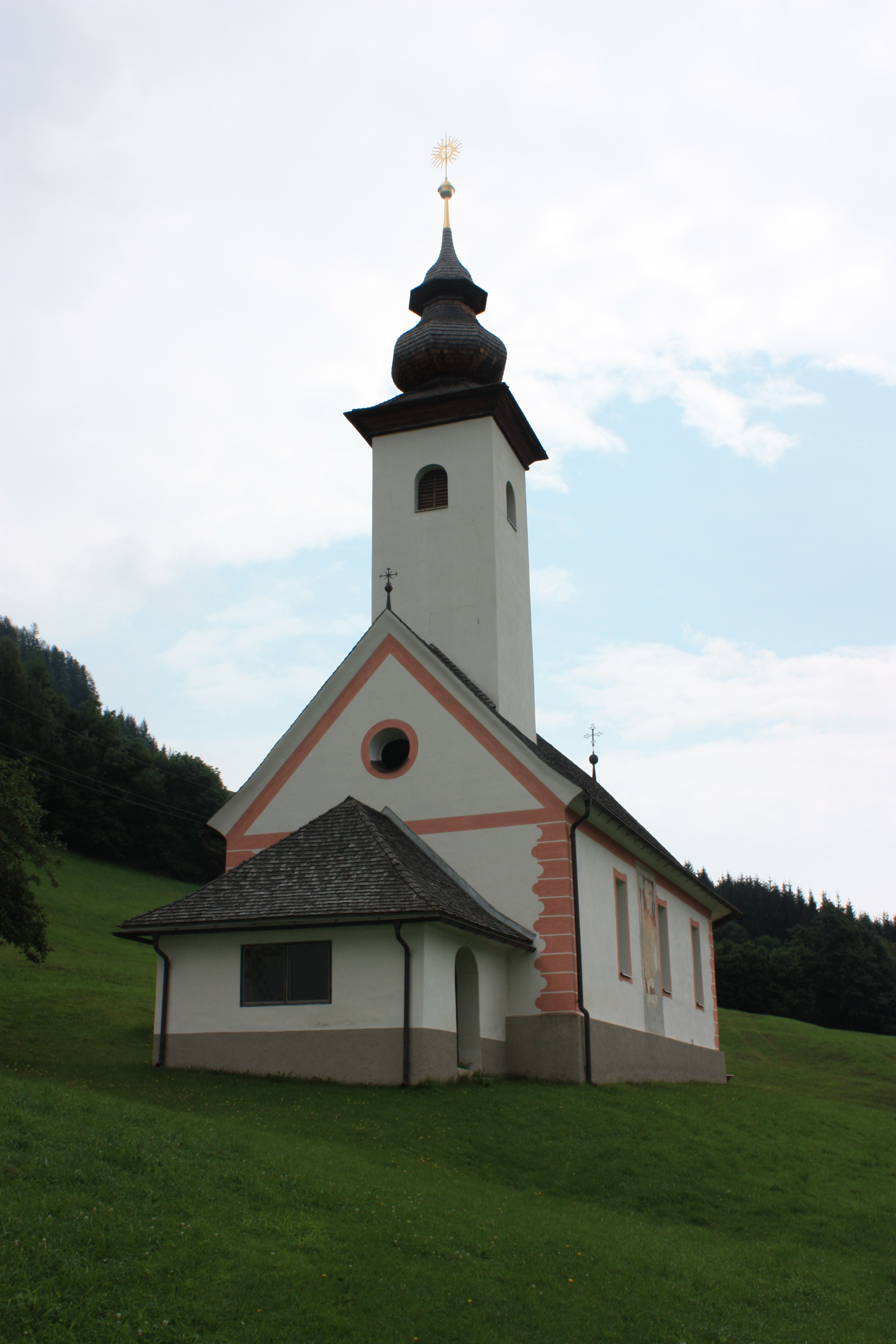
Kirche in Buchholz

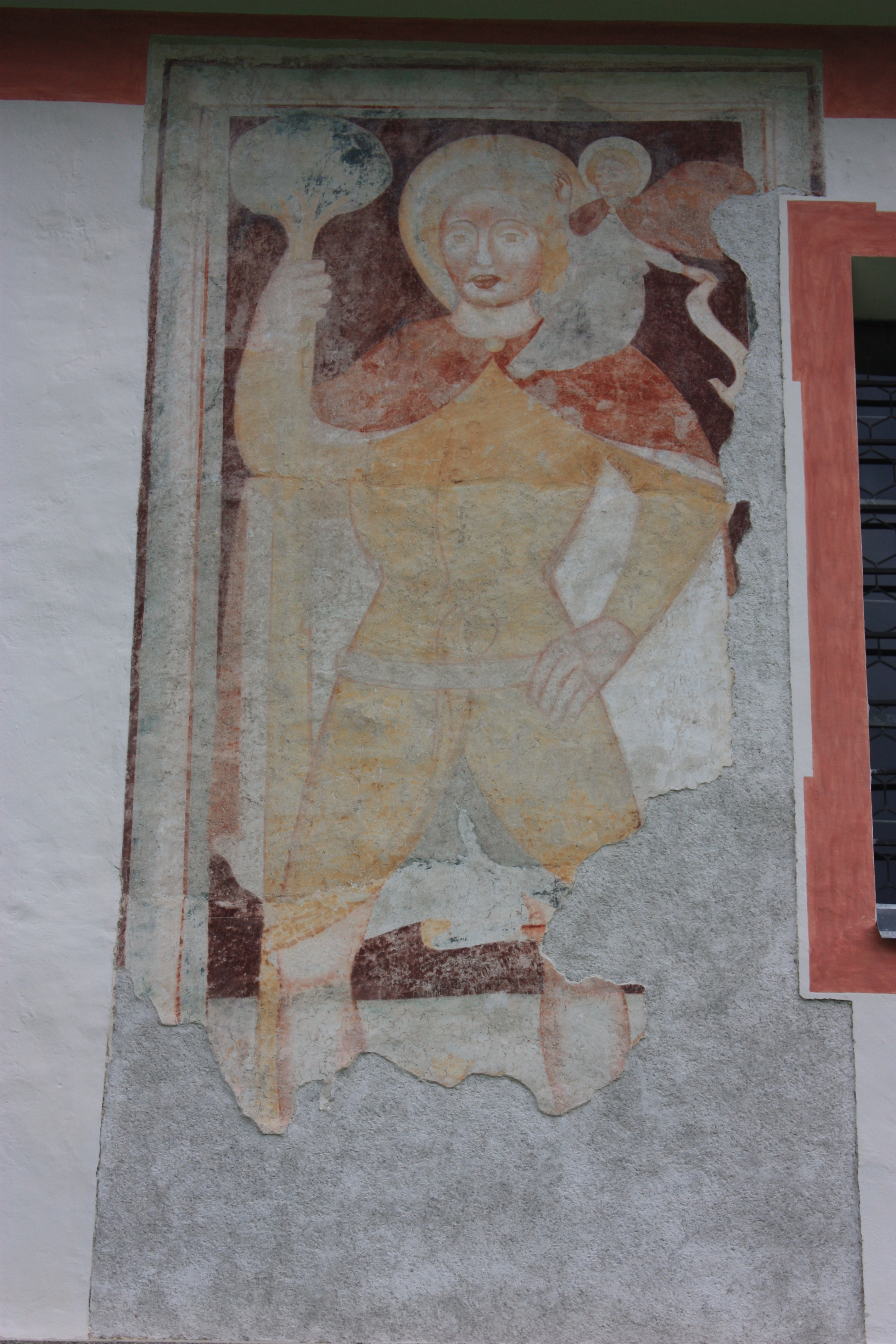
Christophorusfresko

Die Filialkirche Buchholz ist ein Kirchengebäude in der römisch-katholischen Pfarre Afritz. Sie ist nach dem heiligen Lambert benannt und steht in der Streusiedlung Buchholz der Gemeinde Treffen auf freiem Feld in 924 Meter Höhe auf der Westflanke des Gerlitzen-Massivs über dem Gegendtal.

## Geschichte
Buchholz wurde 1615 als Filialkirche von Treffen genannt. Ab 1756 betreute ein Zisterziensermönch aus Viktring in Buchholz eine Missionsstation zur Bekämpfung des Geheimprotestantismus. 1783 löste man Buchholz im Zuge der Josephinischen Reformen aus der Mutterpfarre Treffen heraus und richtete eine Lokalkaplanei unter dem Patronat des Kärntner Religionsfonds ein. Buchholz, das ab 1898 eine selbstständige Pfarre war, gehört seit 1964 zur Pfarre Afritz.

## Beschreibung
Die Kirche ist ein kleiner gotischer Bau mit eingezogenem Chor und westlicher Vorhalle. Der gemauerte westliche Dachreiter wird von einem barocken Zwiebelhelm mit Laterne bekrönt. Die Glocke goss 1573 Georg Renner. Nördlich des Chores befindet sich die Sakristei mit zwei spätgotischen Fenstern. An der Südwand ist ein Christophorusfresko erhalten.
Im Inneren verbindet ein spitzbogiger Triumphbogen das Langhaus und den Chor. Das Langhaus hat eine flache barocke Stuckdecke, der Chor ein Tonnengewölbe mit Stichkappen und einen Fünfachtelschluss. Ein profiliertes, spätgotisches Schulterbogenportal mit Hohlkehlen und Wappentartsche führt durch eine eisenbeschlagene Tür in die Sakristei  mit einem Sterngratgewölbe.

## Einrichtung
Der barocke Hochaltar mit Säulen und Opfergangsportalen füllt den Chor in Höhe und Breite aus. Der Altar ist ein Spätwerk von Johann Pacher von 1768. Das Altarblatt zeigt den hl. Lambert, den Kirchenheiligen. Im Aufsatz flankieren die Statuen der Heiligen Johannes der Täufer und Lambert eine geschnitzte Krönung Mariens.
Der 1744 von Josef Kapfer gefertigte und 1777 von Johann Rudolf gefasste linke Seitenaltar stellt im Mittelbild eine Schutzmantelmadonna und im Aufsatzbild den heiligen Florian dar. Seitlich stehen die Figuren der Apostelfürsten Petrus und Paulus.
Die Kanzel entstand um 1725/30 und zeigt an den Brüstungsfeldern die vier Evangelisten.